# Fußfehler (Tennis)
Als Fußfehler wird eine Möglichkeit eines Aufschlagfehlers im Tennis bezeichnet.

## Regelwerk

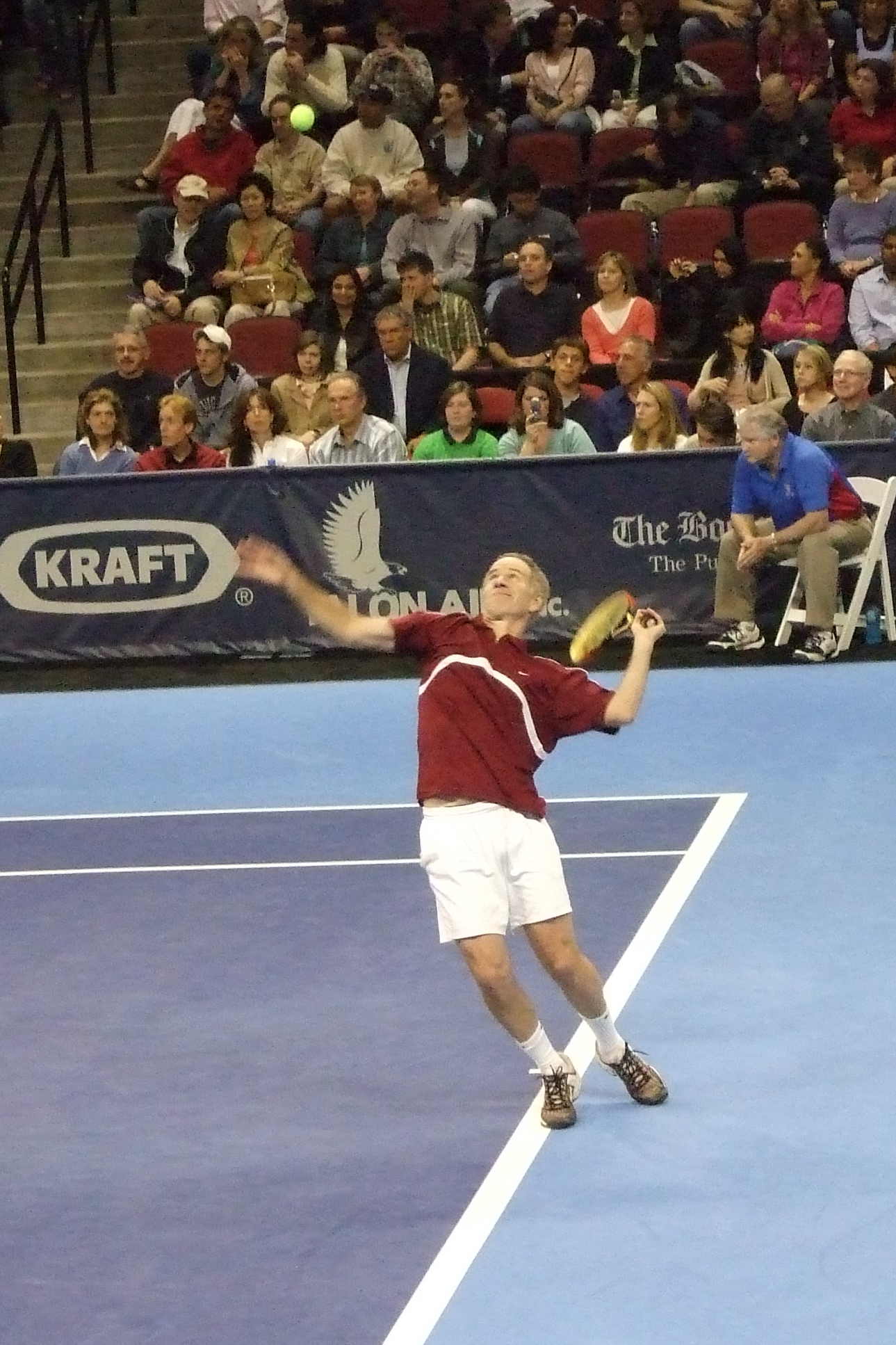
John McEnroe mit Fußfehler

Zu Beginn eines Ballwechsels im Tennis bringt der Aufschläger den Ball durch einen Aufschlag ins Spiel. Er begeht dabei in folgenden Fällen einen Fußfehler:
- Positionsänderung durch Gehen oder Laufen (lediglich geringfügige Bewegungen der Füße sind erlaubt)
- Ein Hochspringen aus dem Stand ist erlaubt, ein Anlauf, wie etwa beim Volleyball, ist jedoch unzulässig.
- Berühren der Grundlinie oder des Spielfelds mit einem oder beiden Füßen
- Berühren der Fläche außerhalb der gedachten Verlängerung der Seitenlinie mit einem oder beiden Füßen
- Berühren der gedachten Verlängerung des Mittelzeichens mit einem oder beiden Füßen

Der Aufschläger muss sich somit zwischen der gedachten Verlängerungslinien von Mittelzeichen und Seitenlinie und hinter der Grundlinie befinden. Im Einzel darf sich der Aufschläger nicht außerhalb der für das Einzel maßgeblichen Seitenlinie befinden. Darüber hinaus darf er seine Position grundsätzlich nicht verändern. Während der Aufschlagbewegung darf sich der Aufschläger mit einem Fuß oder mit beiden Füßen ohne Bodenkontakt in der Luft befinden; wo er danach aufkommt, ist irrelevant, da ein Fußfehler nur bis zum Treffen des Balls begangen werden kann.
Konsequenz eines Fußfehlers ist ein Aufschlagfehler. Begeht der Aufschläger den Fußfehler bei seinem ersten Aufschlagversuch, so ist dieser fehlerhaft und der Spieler muss den zweiten Aufschlagversuch durchführen. Ein Fußfehler beim zweiten Aufschlagversuch führt somit zu einem Doppelfehler.

## Kontroversen
Anders als für die Entscheidung, ob ein geschlagener Ball innerhalb oder außerhalb des Spielfeldes ist – dem Hawk-Eye, einem computergestützten Systems von Sony zur Ballverfolgung – stand kein technisches Hilfsmittel zur Erkennung eines Fußfehlers zur Verfügung. Die Entscheidung über einen Fußfehler traf somit der jeweilige Linienrichter. Aus diesem Grund und weil selten von Linienrichtern auf Fußfehler entschieden wurde, sahen sich Linienrichter häufig der Kritik der betroffenen Spieler ausgesetzt. Seit Einführung des „Hawk-Eye live“ Systems, einer Weiterentwicklung des Hawk-Eye, werden auch Fußfehler elektronisch erfasst.
Ein bekannter Vorfall aufgrund einer Fußfehlerentscheidung ist die Schimpftirade von Serena Williams im Halbfinale der US Open 2009 gegen Kim Clijsters. Beim Stand von 4:6, 5:6 und 15:30 und zweiter Aufschlag wurde beim Aufschlag von Williams auf Fußfehler und somit Doppelfehler entschieden. Daraufhin beschimpfte Williams die Linienrichterin und erhielt aufgrund einer bereits im ersten Satz ergangenen Verwarnung einen Strafpunkt, sodass Clijsters das Spiel gewann. Ein weiterer bekannter Vorfall betraf die Zweitrundenpartie bei Wimbledon 2012 zwischen Ivo Karlović und Andy Murray, bei dem Karlović insgesamt neun Fußfehler begangen haben sollte und anschließend seinem Unmut über die Presse kundtat und für die Einführung einer technischen Hilfe plädierte.